# Bernhard Rieke
Bernhard Rieke (* 22. April 1863 in Bremen; † 27. Oktober 1940 in Bremen) war ein deutscher Schiffszimmerer und Politiker (SPD).

## Biografie
Rieke besuchte die Volksschule und absolvierte eine Lehre als Schiffszimmerer. Von 1919 bis 1928 arbeitete er als Lagerverwalter der Lebensmittelkommission in Bremen.
Politik
Rieke wurde Mitglied der Gewerkschaft und der SPD. Von 1915 bis 1918 war er Mitglied der Bremischen Bürgerschaft. 1916 war er Herausgeber der SPD-Zeitung Bremische Correspondenz.
Nach dem Ersten Weltkrieg war er 1919/1920 Mitglied in der verfassunggebenden Bremer Nationalversammlung sowie wieder von 1921 bis 1923 und 1925 bis 1927 Abgeordneter der Bürgerschaft. 